# Seznam kulturních památek v Bezdružicích
Tento seznam nemovitých kulturních památek ve městě Bezdružice v okrese Tachov vychází z  Ústředního seznamu kulturních památek ČR, který na základě zákona č. 20/1987 Sb., o státní památkové péči, vede Národní památkový ústav jako ústřední organizace státní památkové péče. Údaje jsou průběžně upřesňovány, přesto mohou obsahovat i řadu věcných a formálních chyb a nepřesností či být neaktuální. 
Pokud byly některé části dotčeného území vyčleněny do samostatných seznamů, měly by být odkazy na tyto dílčí seznamy uvedeny v úvodu tohoto seznamu nebo v úvodu příslušné sekce seznamu.

## Bezdružice
|  | Kategorie „Castle Bezdružice “ na Wikimedia Commons | Hledat fotografie a kategorie ve Wikimedia Commons podle rejstříkového čísla památky | Nahrát snímek k tomuto tématu do úložiště Wikimedia Commons |  |

|  |  | Hledat fotografie a kategorie ve Wikimedia Commons podle rejstříkového čísla památky | Nahrát snímek k tomuto tématu do úložiště Wikimedia Commons |  |

|  |  | Hledat fotografie a kategorie ve Wikimedia Commons podle rejstříkového čísla památky | Nahrát snímek k tomuto tématu do úložiště Wikimedia Commons |  |

|  |  | Hledat fotografie a kategorie ve Wikimedia Commons podle rejstříkového čísla památky | Nahrát snímek k tomuto tématu do úložiště Wikimedia Commons |  |

|  | Kategorie „Saint Florian column in Bezdružice “ na Wikimedia Commons | Hledat fotografie a kategorie ve Wikimedia Commons podle rejstříkového čísla památky | Nahrát snímek k tomuto tématu do úložiště Wikimedia Commons |  |

|  | Kategorie „Church of the Assumption of the Virgin Mary (Bezdružice) “ na Wikimedia Commons | Hledat fotografie a kategorie ve Wikimedia Commons podle rejstříkového čísla památky | Nahrát snímek k tomuto tématu do úložiště Wikimedia Commons |  |

|  |  | Hledat fotografie a kategorie ve Wikimedia Commons podle rejstříkového čísla památky | Nahrát snímek k tomuto tématu do úložiště Wikimedia Commons |  |

|  |  | Hledat fotografie a kategorie ve Wikimedia Commons podle rejstříkového čísla památky | Nahrát snímek k tomuto tématu do úložiště Wikimedia Commons |  |

|  |  | Hledat fotografie a kategorie ve Wikimedia Commons podle rejstříkového čísla památky | Nahrát snímek k tomuto tématu do úložiště Wikimedia Commons |  |

|  |  | Hledat fotografie a kategorie ve Wikimedia Commons podle rejstříkového čísla památky | Nahrát snímek k tomuto tématu do úložiště Wikimedia Commons |  |

## Křivce
| Památka                            | Fotografie                                                        | Rejstříkové číslo v ÚSKP                                                             | Sídelní útvar                                               | Poloha                                                                                   | Popis a poznámky |
| ---------------------------------- | ----------------------------------------------------------------- | ------------------------------------------------------------------------------------ | ----------------------------------------------------------- | ---------------------------------------------------------------------------------------- | --- |
| Kostel svatého Martina (Q12030883) | \| \| \| \| \| \|                                                 | 27965/4-1893 Pam. katalog MIS                                                        | Křivce                                                      | východní okraj obce, st. 11, 36, 37, pp. 7, 929/5 49°55′28,64″ s. š., 12°58′25,66″ v. d. | Kostel svatého Martina. Raně barokní areál kostela s bývalým hřbitovem, viditelný při dálkových pohledech na obec. Kostel stojí uprostřed zatravněné plochy hřbitova, vymezené po celém obvodu kamennou ohradní zdí. Na západní straně prolomena hlavní vstupní brána, na jižní straně branka. V severozápadním nároží hřbitova stojí rozpadající se objekt márnice I., k západnímu úseku ohradní zdi z vnějšku vlevo od vstupní brány přiléhá objekt márnice II. Vlevo od vstupní brány před márnicí II. stojí sloup se sochou Bičování Krista. Kostel vystavěn jako barokní novostavba v místě gotického kostela zmiňovaného k roku 1358. Ohradní zeď s branou a brankou zřejmě v těsné návaznosti na dokončení kostela. Torzo západní márnice snad barokní, severozápadní márnice patrně z konce 19. století. Pilíř se sochou Bičování Krista z roku 1711 Památkově chráněno od 25. května 1964. |
|                                    | Kategorie „Church of Saint Martin (Křivce) “ na Wikimedia Commons | Hledat fotografie a kategorie ve Wikimedia Commons podle rejstříkového čísla památky | Nahrát snímek k tomuto tématu do úložiště Wikimedia Commons |                                                                                          | |

## Řešín
|  |  | Hledat fotografie a kategorie ve Wikimedia Commons podle rejstříkového čísla památky | Nahrát snímek k tomuto tématu do úložiště Wikimedia Commons |  |

|  |  | Hledat fotografie a kategorie ve Wikimedia Commons podle rejstříkového čísla památky | Nahrát snímek k tomuto tématu do úložiště Wikimedia Commons |  |

## Pačín
| Památka               | Fotografie        | Rejstříkové číslo v ÚSKP                                                             | Sídelní útvar                                               | Poloha                                                | Popis a poznámky |
| --------------------- | ----------------- | ------------------------------------------------------------------------------------ | ----------------------------------------------------------- | ----------------------------------------------------- | --- |
| Dům čp. 1 (Q33254533) | \| \| \| \| \| \| | 30484/4-1983 Pam. katalog MIS                                                        | Pačín                                                       | Pačín 1, náves 49°54′42,73″ s. š., 12°54′57,87″ v. d. | Venkovský dům. Dům s hrázděnými konstrukcemi z roku 1774 dle malovaného nápisu ve štítě. Patrová stavba vystavěná na severní straně návsi se založením ve štítové orientaci. Dům má výraznou mansardovou střechu krytou šindelem. Nad štíty je polovalba. Celé patro je včetně obou štítů hrázděné. Na nádvorní (východní) straně je stavba opatřena pavlačí, kterou kryje přesah střechy. Jedna z posledních staveb svého druhu v regionu. Tesařské konstrukce vykazují mimořádné uměleckořemeslné kvality srovnatelné se stavbami na Chebsku. Nevhodné stavební úpravy, hospodářské zázemí zaniklo. Obytné stavení s chlévy, stodola (novostavba). Památkově chráněno od 26. února 1964. |
|                       |                   | Hledat fotografie a kategorie ve Wikimedia Commons podle rejstříkového čísla památky | Nahrát snímek k tomuto tématu do úložiště Wikimedia Commons |                                                       | |

## Zhořec
| Památka                 | Fotografie        | Rejstříkové číslo v ÚSKP                                                             | Sídelní útvar                                               | Poloha                                                                       | Popis a poznámky |
| ----------------------- | ----------------- | ------------------------------------------------------------------------------------ | ----------------------------------------------------------- | ---------------------------------------------------------------------------- | --- |
| Smírčí kříž (Q38227968) | \| \| \| \| \| \| | 50158/4-5180 Pam. katalog MIS                                                        | Zhořec                                                      | při vjezdu do osady Kamýk, pp. 1448/3 49°55′14,87″ s. š., 12°54′40,96″ v. d. | Smírčí kříž. Kamenný latinský kříž v zahradě rekreačního domu. Objekt je přesně kamenicky opracován a pravděpodobně se jedná o mladý typ této památky, hypoteticky až z 20. století jako napodobenina objektů tohoto typu. Památkově chráněno od 28. března 2000. |
|                         |                   | Hledat fotografie a kategorie ve Wikimedia Commons podle rejstříkového čísla památky | Nahrát snímek k tomuto tématu do úložiště Wikimedia Commons |                                                                              | |